# Järnpojke

Järnpojke, Iron Boy oder Junge, der auf den Mond sieht

Järnpojke oder Iron Boy, auf Deutsch auch bekannt als „kleiner Junge, der auf den Mond sieht“, ist eine Skulptur in der Altstadt Gamla stan von Stockholm, die nur 15 Zentimeter hoch ist und somit als „kleinstes öffentliches Monument von Stockholm“ gilt.
Die Skulptur wurde 1954 vom schwedischen Künstler Liss Eriksson erstellt, wurde aber erst im Jahr 1967 an dieser Stelle eingeweiht. Die Skulptur befindet sich hinter der Finnischen Kirche, diese steht gegenüber dem Stockholmer Schloss. Im Winter ist der kleine Junge auch mit Wintermütze und Schal vorzufinden. 

## Aberglaube
Es wird gesagt, der Junge habe magische Kräfte; somit opfern Besucher Geld, das neben dem Jungen abgelegt wird.
Weiterhin streicheln viele Besucher ihm auch über den Kopf und erhoffen sich Glück. Der Kopf glänzt daher auch schon, im Gegensatz zum Rest der eher dunkleren Skulptur.
Folgende abergläubische Rituale ranken sich um die Skulptur:
- Wer dreimal um die Skulptur gegen den Uhrzeigersinn läuft, kommt ganz sicher wieder nach Stockholm zurück.
- Wer der Skulptur dreimal über den Kopf streichelt, kann sich etwas wünschen, was im gleichen Jahr in Erfüllung gehen soll.
- Wer der Skulptur Geld opfert, wird im gleichen Jahr ebenfalls Reichtum ernten. Bei Frauen soll hier die Fruchtbarkeit gestärkt werden.